# شاهدانه کانادایی
شاهدانه کانادایی، شاهدانه قیطانی (نام علمی: Apocynum) مترادف (نام علمی: Trachomitum) و (به انگلیسی: dogbane یا گاهی Indian hemp شاهدانه هندی) سرده‌ای از خانواده یا تیرهٔ خرزهره‌ایان و دارای ۷ گونه گیاه است. این سرده از گیاهان به‌طور کل در نیم‌کره شمالی و اروپای غربی رشد می‌کنند. بعضی از گونه‌های شاهدانه هندی ممکن است سمی باشند. سردهٔ شاهدانه کانادایی بسیار شبیه به سردهٔ ی استبرق‌ها که از خانوادهٔ گیاهان علفی پایا است می‌باشند. گونه‌های شاهدانه کانادایی به عنوان غذا توسط برخی حشرات مانند بید یا کرم‌ها مصرف می‌شوند.
برخی گونه‌های شاهدانه کانادایی توسط بومیان آمریکا برای تولید نخ و همچنین در چین به عنوان چای دارویی استفاده می‌شده‌اند. گرچه گونه‌های سردهٔ شاهدانه کانادایی دارای سمی به نام سیمارین هستند. سیمارین سم قلبی است که سبب بروز آریتمی قلبی در انسان می‌شود.

## ۷ گونهٔ شاهدانه
- شاهدانه کانادایی گسترش یافته
- شاهدانه آمریکای شمالی
- شاهدانه شمال آسیا
- شاهدانه آسیای میانه
- شاهدانه شرق آسیا یا شاهدانه هندی چینی
- شاهدانه شمال آسیا (سیبری)
- شاهدانه اروپایی (شرق اروپا)